# Tania (libro)
Tania (en hebreo: תניא) es una obra literaria que trata sobre el judaísmo jasídico. El libro fue escrito durante veinte años por Schneur Zalman de Liadí (1745-1812), el fundador del movimiento jasídico Jabad Lubavitch, y fue publicado en 1797. El título original del libro es Likutei Amarim (‘recolección de discursos’), pero es más conocido como Tania.

## Estructura
El Tania está formado por cinco secciones.
- «Sefer Shel Beinonim» (‘El libro de los intermedios’): tiene 53 capítulos de la misma forma que la Torá tiene 53 porciones en el Pentateuco. En esta sección se va analizando cual es camino correcto que un judío intermedio debe seguir.
- «Sháar HaIjud VeHaEmuná» (‘Portal de la unicidad y de la fe’): un ensayo místico de 12 capítulos sobre la fe en Dios.
- «Igueret HaTeshuvá» (‘Epístolas del retorno’): Un ensayo de 12 capítulos sobre la Teshuvá, el retorno a Dios y el arrepentimiento.
- «Igueret HaKodesh» (‘Epístolas sagradas’): 32 epístolas seleccionadas sobre diferentes temáticas.
- «Kuntrés Ajarón» (‘Ensayo final’): 9 capítulos de correcciones y análisis más profundo de la secciones anteriores.